# Yanıkdere, Eleşkirt
Yanıkdere là một xã thuộc huyện Eleşkirt, tỉnh Ağrı, Thổ Nhĩ Kỳ. Dân số thời điểm năm 2011 là 390 người.